# Рюллак-Сен-Сирк
Рюлла́к-Сен-Сирк (фр. Rullac-Saint-Cirq, окс. Rutlac) — коммуна во Франции, находится в регионе Окситания. Департамент — Аверон. Входит в состав кантона Рекиста. Округ коммуны — Родез.
Код INSEE коммуны — 12207.
Коммуна расположена приблизительно в 530 км к югу от Парижа, в 105 км северо-восточнее Тулузы, в 26 км к югу от Родеза.

## Население
Население коммуны на 2008 год составляло 366 человек.
| 1962 | 1968 | 1975 | 1982 | 1990 | 1999 | 2008 |
| ---- | ---- | ---- | ---- | ---- | ---- | ---- |
| 653  | 692  | 556  | 519  | 508  | 407  | 366  |

## Экономика

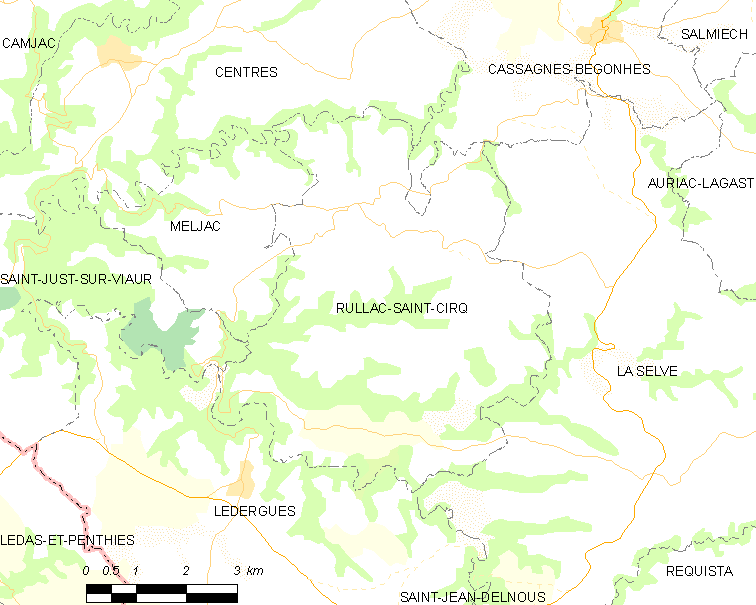
Карта коммуны

В 2007 году среди 187 человек в трудоспособном возрасте (15—64 лет) 128 были экономически активными, 59 — неактивными (показатель активности — 68,4 %, в 1999 году было 63,6 %). Из 128 активных работали 122 человека (73 мужчины и 49 женщин), безработных было 6 (2 мужчин и 4 женщины). Среди 59 неактивных 9 человек были учениками или студентами, 28 — пенсионерами, 22 были неактивными по другим причинам.